# Manuel Abat
Manuel Abat fou un cirurgià militar de la Barcelona del segle xviii que va escriure les Opera medica publicades entre 1772 i 1779.